# Couloir de Corbet
Le Couloir de Corbet (en anglais : Corbet's couloir) est une piste de ski nécessitant un excellent niveau située sur le domaine de Jackson Hole dans le Wyoming aux États-Unis.

## Historique
Cette piste est nommée en hommage au moniteur de ski et guide de montagne de la station Barry Corbet, qui s'était fait remarquer en voyant le couloir lorsque la piste n'existait pas et affirmait : « Un jour, quelqu'un le skiera ». Il est skié pour la première fois par le pisteur-secouriste Lonnie Ball en 1967. Classée quatrième dans le classement des pistes qu'un skieur doit faire avant de mourir, cette piste jouit d'une bonne réputation au sein des skieurs professionnels, elle a été décrite comme la piste « la plus effrayante » des États-Unis dans un classement réalisé par Forbes et USA Today.

## Description
Le Couloir de Corbet est accessible par téléphérique. L'entrée de la piste est particulièrement raide, est entourée de rochers et fait trois mètres de large. Elle nécessite de s'engager sur une corniche de six mètres de haut qui oblige à une chute libre selon les conditions de la neige et où le skieur doit bien calculer sa réception, le couloir étant parsemé de parois rocheuses. Les skieurs peuvent choisir de descendre la première partie de la paroi sud, puis enchaîner sur une chute libre de trois mètres au lieu de six ; puis de virer à droite immédiatement après réception pour éviter la paroi rocheuse. Cette méthode est choisie par le plus grand nombre. Ils peuvent également choisir de s'engager avec de l'élan et sauter les six mètres. La particularité de cette piste est qu'elle est une réserve de poudreuse naturelle : La neige qui s'y accumule est à l'abri du vent et du soleil. Le saut ou la chute réalisée y est donc amortie la plupart du temps quand les conditions de ski sont optimales. Le reste de la piste nécessite un bon niveau de ski, la piste étant légèrement raide et alternant entre poudreuse et neige dure.
À côté du rocher de gauche (en regardant la montagne) se trouve le couloir S&S, moins connu, qui offre une ouverture similaire avec une corniche de six mètres. Le couloir n'est légalement skiable que sur demande, si les conditions d'enneigement et de visibilités sont réunies, et requiert une autorisation de la Patrouille de Ski de la station. Le sentier sur le bas de la piste porte quant à lui le nom de « Charlie Sands et John Simms », qui sont les deux premiers pisteurs à réussir la descente. Le S&S est la première partie de la piste « Casper Bowl », l'une des pistes les plus longues de la station.

## Liens
- (en) Reade Bailey, « Rites of Passage », Ski, vol. 59, no 2,‎ octobre 1994, p. 114-116 (ISSN 0037-6159, lire en ligne)
- (en) Steve Casimoro, « Over the Edge : Has the most famous ski run in the world become irrelevant? », Skiing, vol. 55, no 6,‎ février 2003, p. 68-69 (ISSN 0037-6264, lire en ligne )
- (en) Stu Cambell et Tommy Moe, « The Half-Dozen Devil's », Ski, vol. 68, no 2,‎ octobre 2003, p. 238 (ISSN 0037-6159, lire en ligne )
- (en) John Fry, The Story of Modern Skiing, UPNE, 2006 (ISBN 978-1-58465-489-6, lire en ligne), p. 282